# Chrysocharis alpinus
Chrysocharis alpinus är en stekelart som beskrevs av Yefremova 2001. Chrysocharis alpinus ingår i släktet Chrysocharis och familjen finglanssteklar.
Artens utbredningsområde är Österrike. Inga underarter finns listade i Catalogue of Life.